# Zveza slovenske katoliške prosvete
Zveza slovenske katoliške prosvete (ZSKP) je kulturna organizacija slovenske narodne skupnosti v Italiji. Njen sedež je v Gorici, kjer jo je leta 1959 ustanovil katoliško usmerjen del slovenske skupnosti. Zveza danes združuje 12 kulturnih društev Goriške pokrajine v Gorici, Števerjanu, Sovodnju ob Soči, Doberdobu in Ronkah. Še zlasti je aktivna na gledališkem in glasbenem področju, sodeluje z organizacijami slovenske skupnosti v Avstriji.